# Rhynchobatus
Rhynchobatus é um género de peixe da família Rhinidae.

## Espécies
Este género contém as seguintes espécies:
- Rhynchobatus australiae Whitley, 1939
- Rhynchobatus cooki Last, Kyne & Compagno, 2016
- Rhynchobatus djiddensis (Forsskål, 1775)
- Rhynchobatus immaculatus Last, ho & Chen, 2013
- Rhynchobatus laevis (Bloch & Schneider, 1801)
- Rhynchobatus luebberti Ehrenbaum, 1915
- Rhynchobatus palpebratus Compagno & Last, 2008
- Rhynchobatus springeri Compagno & Last, 2010